# Sommarslamfluga
Sommarslamfluga (Eristalis obscura) är en tvåvingeart som beskrevs av Friedrich Hermann Loew 1866. Sommarslamfluga ingår i släktet slamflugor, och familjen blomflugor. Arten är reproducerande i Sverige. Inga underarter finns listade i Catalogue of Life.